# La-La Land Records
Pour les articles homonymes, voir La La Land.
La-La Land Records est un label musical américain créé en 2002. Il est spécialisé dans l'édition de musique de film et série TV.
Le label édite des CD mais aussi quelques vinyles. La-La Land Records produit principalement des versions dites expanded, c'est-à-dire des bandes originales plus complètes que celles sorties initialement, et en nombre d’exemplaires limités (de 1 000 à 5 000 suivant le titre). Ces dernières sont donc proposées avec plus de titres que la bande originale éditée lors de la sortie du film. Très souvent, c'est toute la musique complète du film qui est édité (auparavant, seule une dizaine de titres en moyenne figurait sur les albums) mais aussi des morceaux alternatifs à ceux entendus dans le film.